# Majuška
Majuška (lat. Centunculus), nekadašnji biljni rod u porodici Primulaceae, danas uklopljen u rod Lysimachia. U Hrvatskoj je jedini predstavnik Sitna majuška.

## Sinonimi
- Centunculus erectus Phil. = Lysimachia ovalis (Ruiz & Pav.) U.Manns & Anderb.
- Centunculus indicus Royle  = Lysimachia ovalis (Ruiz & Pav.) U.Manns & Anderb.
- Centunculus lanceolatus Michx. = Lysimachia minima (L.) U.Manns & Anderb.
- Centunculus mexicanus Schafin. ex Knuth = Lysimachia ovalis (Ruiz & Pav.) U.Manns & Anderb.
- Centunculus minimus L. = Lysimachia minima (L.) U.Manns & Anderb.
- Centunculus pentandrus R. Br. = Lysimachia ovalis (Ruiz & Pav.) U.Manns & Anderb.
- Centunculus pulcherrimus Büscher & G.H.Loos = Lysimachia tenella L.
- Centunculus pumilus Kuntze = Lysimachia ovalis (Ruiz & Pav.) U.Manns & Anderb.
- Centunculus pumilus var. ovalis (Ruiz & Pav.) O. Ktze. = Lysimachia ovalis (Ruiz & Pav.) U.Manns & Anderb.
- Centunculus pumilus var. pentandrus (R. Br.) O. Ktze. = Lysimachia ovalis (Ruiz & Pav.) U.Manns & Anderb.
- Centunculus semidecandrus (L.) Scop. 	= Cerastium semidecandrum L.
- Centunculus sexangularis Sessé & Moc. = Lysimachia ovalis (Ruiz & Pav.) U.Manns & Anderb.
- Centunculus simplex Hornem. = Lysimachia minima (L.) U.Manns & Anderb.
- Centunculus tenellus Duby = Lysimachia ovalis (Ruiz & Pav.) U.Manns & Anderb.
- Centunculus varians Baudo = Lysimachia ovalis (Ruiz & Pav.) U.Manns & Anderb.